# Albert Carré
Albert Carré (Strasburgo, 22 giugno 1852 – Parigi, 12 dicembre 1938) è stato un librettista, attore e direttore d'opera francese.
Era il nipote del librettista Michel Carré (1821–1872) e cugino del regista cinematografico Michel Carré (1865–1945). Sua moglie era il soprano francese Marguerite Carré (1880-1947).
Per oltre 50 anni Albert Carrè è stato un personaggio centrale nella vita teatrale e musicale di Parigi.

## Biografia

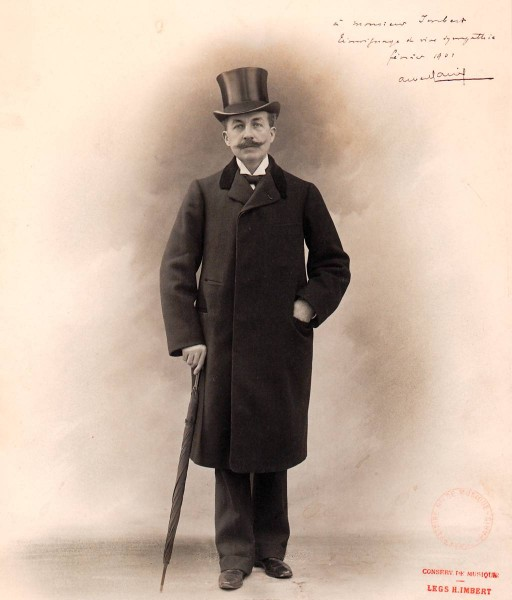
Albert Carré.

Lasciata l'Alsazia per Parigi nel 1870, Carré studiò recitazione al Conservatorio di Parigi, vincendo il 2º premio in commedia, e fu ingaggiato al Théâtre du Vaudeville, dove avviò una carriera di successo come attore, prima di diventare co-direttore del Vaudeville a Parigi e poi del Théâtre Libre e Comédie-Française.
Lasciò il Vaudeville per diventare direttore dell'Opéra di Nancy, dove contribuì anche ad istituire una stagione regolare di concerti sinfonici nella Salle Poirel dal 1889.
Il principale contributo di Carré alla storia dell'opera fu dato come direttore dell'Opéra-Comique, incarico che ricoprì dal 1898 al 1914 e poi di nuovo dal 1919-1925 (co-direttore con Émile e Vincent Isola). Lavorò per elevare gli standard musicali Opéra-Comique e fu responsabile delle prime di importanti opere di compositori francesi, commissionando Pelléas et Mélisande di Claude Debussy, Louise di Gustave Charpentier, Ariane et Barbe-bleue di Dukas, e le opere di Reynaldo Hahn, Alfred Bruneau e Georges Hüe.
Carré era musicalmente più progressista del suo predecessore Carvalho, dal quale prese il posto nel 1898. Aveva scritto un rapporto per il governo sulla gestione dei teatri d'opera in Germania e si avvicinò alla sua posizione all'Opéra-Comique con zelo riformatore, introducendo molte pratiche moderne. André Messager, (amico di una vita e collaboratore dei suoi progetti più importanti) divenne il "directeur de la musique" con maggiori responsabilità, che gli hanno conferito un ruolo importante nella decisione delle opere da realizzare e dai cantanti da assumere. Ha istituito un programma di prove più rigoroso e una politica di assenteismo. Carré creò anche una serie di abbonamenti in cui agli abbonati veniva garantito che i lavori non sarebbero stati ripetuti nella stessa stagione. Nel 1899 inaugurò una "serie familiare", a basso costo e si concentrò su opere più antiche del repertorio. Il suo contratto prevedeva che conservasse nel repertorio opere di compositori che avevano creato il genere opéra-comique, e inoltre non poteva imporre il repertorio più antico ad artisti secondari.
Produsse le prime esecuzioni francesi di diverse opere italiane, tra cui Tosca (13 ottobre 1903) e Madama Butterfly (28 dicembre 1906), e montò molte altre importanti nuove produzioni, tra cui Carmen (8 dicembre 1898). Fu responsabile di una nuova produzione di Le roi malgré lui nel 1929 che contribuì a riportare il pezzo sul palco.
Ha scritto vaudevilles, commedie e libretti opéra-comique, a volte con Alexandre Bisson (1848-1912).
Si ritirò nel 1936 e scrisse le sue memorie.
Prima e durante la prima guerra mondiale, Carré lavorò anche per il "Deuxième Bureau". Questo faceva parte dei servizi di intelligence dell'esercito francese ed era coinvolto nel reclutamento di alsaziani nell'esercito francese quando la regione era ancora parte della Germania.

## Opere teatrali
- La Basoche, opéra-comique in 3 atti, musica di André Messager, (Opéra-comique, 30 maggio 1890).
- Faust en ménage, fantaisie lyrique in un atto, musiche di Claude Terrasse, (Théâtre de la Potinière, 5 gennaio 1924).
- La montagne enchantée, pièce fantastique di Émile Moreau e Carré, musica di André Messager e Xavier Leroux, 1897.
- Frétillon, opéra-comique in 3 atti e 4 tableaux con canzoni di Béranger e libro di Albert Carré. (Théâtre municipal de Strasbourg, 5 marzo 1927)
- Le roi bossu, opéra-comique in un atto, 17 marzo 1932. Musica di Elsa Barraine.

### Opere non teatrali
- Les théâtres en Allemagne et en Autriche, 1889.
- Les théâtres en Alsace-Lorraine, de leur rôle dans la propagation de la langue française en Alsace-Lorraine et dans le perfectionnement de sa prononciation, Parigi, 1919.
- Les engagés volontaires alsaciens-lorrains pendant la guerre, Flammarion, 1923.
- L'Opéra-Comique connu et inconnu, 1925.
- Souvenirs de théâtre, Plon, 1950.